# 小行星9859
小行星9859（英語：9859 Van Lierde）是一颗围绕太阳公转的小行星。1991年8月3日，天文学家艾瑞克·怀特·埃尔斯特在拉西拉天文台发现了此天体。
这颗小行星的绝对星等为246.2754226817806等。